# Неотита
«Неотита» (греч. «Νεότητα» — молодость) — литературно-художественный альманах греков Приазовья; выходил в Мариуполе в тридцатые годы на греческом (димотика) и румейском языках. Первый номер альманаха вышел в январе 1933 в издательстве «Укрдержнацменвидав» под названием «Φλογομνηστήρες σπίθες» («Искры, что предвещают пламя»). Для второго номера уже устоялось название «Неотита»; оно увидело свет в июле 1934 года. Третий выпуск вышел в апреле, а четвертый — в декабре 1935 года, пятый — в феврале 1937 года.
Редактором «Неотиты» был румейский поэт Георгий Антонович Костоправ, который сплотил вокруг себя группу способных молодых литераторов Приазовья. Сначала они печатались только на литературных страницах приазовской греческой газеты «Коллективистис», затем также в этом альманахе, а еще — в греческом детском журнале «Пионерос».
На то время в Советском Союзе существовало несколько греческих литературных групп при местных средствах массовой информации: в Батуми, Сухуми, Новороссийске, Керчи, Ростове-на-Дону. Центральная греческая газета «Коммунистис» и греческий альманах «Неон зои» также выходили в Ростове. Но, когда в 1934 году было созвано совещание греческих писателей и переводчиков Азовско-Черноморского края для организации совместного литературно-художественного журнала, то за базовое издание было выбрано как раз «Неотиту». В связи с этим с четвертого выпуска альманаха в нем начали появляться произведения писателей из-за пределов Приазовья: Я. Канонидиса (Дамона Эристеаса) с Северного Кавказа, А. Диамандопуло (Риониса) из Аджарии, К. Карвонидиса из Абхазии и других. Расширилась и языковая палитра: рядом с димотичными и румейскими текстами стали печататься произведения понтийским диалектом.
В 1937 году одновременно с масштабными репрессиями против греческой интеллигенции, выпуск альманаха, как и всех других печатных изданий на греческом языке, был прекращён. Так же перестали существовать греческие учебные заведения. Следующее издание на греческом языке появилось в СССР лишь через тридцать пять лет.
Экземпляры «Неотиты» является ценным источником для изучения истории румейского литературы и даже языка, так как полного комплекта газеты «Коллективистис» не сохранилось, лишь отдельные экземпляры.